# Somerset West
Somerset West (englisch) oder Somerset-Wes (afrikaans) ist eine Stadt in der südafrikanischen Provinz Westkap. Sie ist Teil der Metropolgemeinde City of Capetown. 2011 hatte sie 55.166 Einwohner.
Somerset West wurde im Jahre 1819 nach Lord Charles Henry Somerset benannt, der zu dieser Zeit Gouverneur der britischen Kapkolonie war. Der Zusatz West wurde angefügt, um es von Somerset East, einer Stadt in der heutigen Provinz Ostkap, zu unterscheiden.

## Beschreibung
Somerset West liegt an der False Bay, im Norden begrenzt von den Hottentots-Holland-Mountains am Fuße des Helderbergs rund 50 Kilometer östlich vom Zentrum Kapstadts an der Autobahn N2 und der Bahnstrecke Eersterivier–Protem/Bredasdorp. Sie ist das Handels- und Wohnzentrum des gesamten Helderberg-Gebietes.
Der Wind vom Atlantik, South Easter oder The Cape Doctor genannt, sorgt in den Sommermonaten von Dezember bis März für ein angenehmes Klima.
Im Ort liegt das Helderberg College, eine Bildungseinrichtung der Siebenten-Tags-Adventisten.

## Sehenswürdigkeiten
- Lwandle Migrant Labour Museum (Museum der Wanderarbeiter)
- Helderberg
- Helderberg Nature Reserve
- Weingut Vergelegen

## Wirtschaft
In Somerset West, nahe Macassar, gibt es einen Industriestandort (ehemals Somchem, 34° 3′ 54,2″ S, 18° 46′ 37,7″ O) für Produkte des in- und ausländischen Munitionsbedarfs, der früher ausschließlich zum staatlichen Rüstungskonzern Denel gehörte und seit 2008 mehrheitlich unter dem in Südafrika ansässigen Rheinmetall-Konzernbereich Rheinmetall Denel Munition (RDM) produziert. Am 3. September 2018 ereignete sich im Munitionsdepot dieses Produktionsstandortes, der zugleich Hauptquartier von Rheinmetall in Südafrika ist, eine große Explosion mit Toten und Verletzten unter der Belegschaft.

## Söhne und Töchter der Stadt
- Ernest Peirce (1909–1998), Boxer
- Bradley Weiss (* 1989), Triathlet, Weltmeister Xterra Cross-Triathlon
- Steven Kitshoff (* 1992), Rugby-Union-Spieler
- Breyton Poole (* 2000), Hochspringer